# Società Sportiva Atletico Catania 1998-1999
Questa voce raccoglie le informazioni riguardanti la Società Sportiva Atletico Catania nelle competizioni ufficiali della stagione 1998-1999.

## Rosa
| N. |                   | Ruolo | Calciatore          |
| -- | ----------------- | ----- | ------------------- |
|    | Italia (bandiera) | D     | Michele Baldini     |
|    | Italia (bandiera) | C     | Francesco Bega      |
|    | Italia (bandiera) | C     | Vladimiro Caramel   |
|    | Italia (bandiera) | C     | Alfredo Cardinale   |
|    | Italia (bandiera) | C     | Davide Carfora      |
|    | Italia (bandiera) | C     | Andrea Castellini   |
|    | Italia (bandiera) | D     | Luigi Di Simone     |
|    | Italia (bandiera) | A     | Firmino Elia        |
|    | Italia (bandiera) | A     | Luca Facchetti      |
|    | Italia (bandiera) | D     | Massimiliano Farris |
|    | Italia (bandiera) | A     | Alberto Gallo       |
|    | Italia (bandiera) | D     | Claudio Grimaudo    |
|    | Italia (bandiera) | D     | Pietro Infantino    |
|    | Italia (bandiera) | C     | Rosario La Marca    |
|    | Italia (bandiera) | C     | Gianluca Leone      |
|    | Italia (bandiera) | D     | Omar Lepri          |

| N. |                   | Ruolo | Calciatore                |
| -- | ----------------- | ----- | ------------------------- |
|    | Italia (bandiera) | C     | Francesco Marzà           |
|    | Italia (bandiera) | C     | Francesco Millesi         |
|    | Italia (bandiera) | C     | Giacomo Modica            |
|    | Italia (bandiera) | A     | Giuseppe Motta            |
|    | Italia (bandiera) | D     | Mattia Notari             |
|    | Italia (bandiera) | P     | Marco Onorati             |
|    | Italia (bandiera) | A     | Giuseppe Pagana           |
|    | Italia (bandiera) | A     | Antonio Franco Pannitteri |
|    | Italia (bandiera) | C     | Piero Panzanaro           |
|    | Italia (bandiera) | C     | Daniele Patti             |
|    | Italia (bandiera) | C     | Marco Pelliccia           |
|    | Italia (bandiera) | A     | Massimo Pierotti          |
|    | Italia (bandiera) | D     | Massimiliano Rindone      |
|    | Italia (bandiera) | A     | Giovanni Rossi            |
|    | Italia (bandiera) | C     | Angelo Sandri             |

## Risultati

### Serie C1

#### Girone di andata
| 6 settembre 1998 1ª giornata | Ancona | 1 – 0 | Atletico Catania |  |

| 13 settembre 1998 2ª giornata | Atletico Catania | 0 – 0 | Acireale |  |

| 20 settembre 1998 3ª giornata | Palermo | 2 – 1 | Atletico Catania |  |

| 27 settembre 1998 4ª giornata | Atletico Catania | 2 – 1 | Foggia |  |

| 4 ottobre 1998 5ª giornata | Ascoli | 3 – 1 | Atletico Catania |  |

| 11 ottobre 1998 6ª giornata | Atletico Catania | 0 – 3 | Lodigiani |  |

| 18 ottobre 1998 7ª giornata | Battipagliese | 0 – 1 | Atletico Catania |  |

| 25 ottobre 1998 8ª giornata | Atletico Catania | 0 – 1 | Castel di Sangro |  |

| 8 novembre 1998 9ª giornata | Nocerina | 0 – 0 | Atletico Catania |  |

| 15 novembre 1998 10ª giornata | Atletico Catania | 0 – 0 | Marsala |  |

| 22 novembre 1998 11ª giornata | Crotone | 1 – 0 | Atletico Catania |  |

| 29 novembre 1998 12ª giornata | Atletico Catania | 1 – 0 | Giulianova |  |

| 6 dicembre 1998 13ª giornata | Fermana | 1 – 2 | Atletico Catania |  |

| 13 dicembre 1998 14ª giornata | Atletico Catania | 0 – 0 | Savoia |  |

| 20 dicembre 1998 15ª giornata | Gualdo | 0 – 0 | Atletico Catania |  |

| 23 dicembre 1998 16ª giornata | Atletico Catania | 0 – 0 | Avellino |  |

| 6 gennaio 1999 17ª giornata | Juve Stabia | 3 – 0 | Atletico Catania |  |

#### Girone di ritorno
| 10 gennaio 1999 18ª giornata | Atletico Catania | 1 – 4 | Ancona |  |

| 17 gennaio 1999 19ª giornata | Acireale | 0 – 0 | Atletico Catania |  |

| 24 gennaio 1999 20ª giornata | Atletico Catania | 0 – 1 | Palermo |  |

| 31 gennaio 1999 21ª giornata | Foggia | 0 – 1 | Atletico Catania |  |

| 14 febbraio 1999 22ª giornata | Atletico Catania | 1 – 1 | Ascoli |  |

| 21 febbraio 1999 23ª giornata | Lodigiani | 2 – 3 | Atletico Catania |  |

| 28 febbraio 1999 24ª giornata | Atletico Catania | 3 – 0 | Battipagliese |  |

| 7 marzo 1999 25ª giornata | Castel di Sangro | 2 – 3 | Atletico Catania |  |

| 21 marzo 1999 26ª giornata | Atletico Catania | 2 – 3 | Nocerina |  |

| 28 marzo 1999 27ª giornata | Marsala | 1 – 1 | Atletico Catania |  |

| 3 aprile 1999 28ª giornata | Atletico Catania | 4 – 1 | Crotone |  |

| 11 aprile 1999 29ª giornata | Giulianova | 1 – 0 | Atletico Catania |  |

| 18 aprile 1999 30ª giornata | Atletico Catania | 0 – 0 | Fermana |  |

| 25 aprile 1999 31ª giornata | Savoia | 1 – 0 | Atletico Catania |  |

| 2 maggio 1999 32ª giornata | Atletico Catania | 1 – 2 | Gualdo |  |

| 9 maggio 1999 33ª giornata | Avellino | 0 – 2 | Atletico Catania |  |

| Caltanissetta 16 maggio 1999 34ª giornata | Atletico Catania | 2 – 0 | Juve Stabia | Stadio Marco Tomaselli |